# Lena Pålssons orkester
Lena Pålssons orkester var ett dansband från Sverige, bildat på Teneriffa i januari 2004 då Lena Pålsson, sångare i Wizex 1982-1997, och Peter Danielsson, sångare i Schytts 1993-2003, gick ihop och bildade band tillsammans med fyra andra: Per Lundin (tidigare Sound Express och Kjell Roos Band), Gary Geszti (tidigare Sound Express), Hans Frölin (tidigare bland annat Hobsons och Granda) och Per Leden .
Inriktningen var mogen.
Lite senare under 2004 släppte bandet sin första singel, "Om vi tror på varann", skriven av Ulf Larsson, som spelades in i duett mellan Lena Pålson och Peter Danielsson.
2004 var man även nominerade till Guldklaven som Årets uppstickare, men priset gick till Erik Lihms.
Bandet gick dock snart i graven, och sista spelningen gjordes i Sägnernas hus i Sandhem den 9 september 2005, .

## Diskografi

### Singlar
| Titel                | Släppår |
| -------------------- | ------- |
| Om vi tror på varann | 2004    |

## Medlemmar
| Namn            | Banduppgift     |
| --------------- | --------------- |
| Lena Pålsson    | Sång            |
| Peter Danielson | Sång och gitarr |
| Per Lundin      | Bas             |
| Per Leden       | Klaviatur       |
| Hans Frölin     | Trummor         |
| Gary Geszti     | Gitarr          |

### Fotnoter
1. ↑  Radionostalgi juli 2004 - Branschnyheter Arkiverad 19 augusti 2010 hämtat från the Wayback Machine.
2. ↑  ”Premiär för Lena Pålsson orkester”. Dansweb. Dans-WEB. Arkiverad från originalet den 25 maj 2012. http://archive.is/2012.05.25-184831/http://www.dans-web.nu/main/index.php?pid=artikel&ref_artikel=177&pidtyp.
3. ↑  Dansbandsbloggen 28 juni 2005 - Låt hjärtesången bli en riktig jättehit Arkiverad 20 augusti 2010 hämtat från the Wayback Machine.